# Ciucsângeorgiu (gmina)
Ciucsângeorgiu – gmina w Rumunii, w okręgu Harghita. Obejmuje miejscowości Armășeni, Armășenii Noi, Bancu, Ciobăniș, Ciucsângeorgiu, Cotormani, Eghersec, Ghiurche i Potiond. W 2011 roku liczyła 4839 mieszkańców.